# Seznam hvězdáren a planetárií v Praze
Seznam hvězdáren a planetárií v Praze obsahuje veřejné a soukromé hvězdárny a planetária v provozu i zaniklé, postavené na území Prahy a sousedních obcích, které byly později k Praze připojeny. Je řazen podle katastru a nemusí být úplný.

## Hvězdárny
| Hvězdárna                                         | Obrázek | Galerie                                                                    | Katastr Ulice                                        | Rok  | Poznámka | Souřadnice                      |
| ------------------------------------------------- | ------- | -------------------------------------------------------------------------- | ---------------------------------------------------- | ---- | --- | ------------------------------- |
| Hvězdárna Fakulty stavební ČVUT                   |         | Kategorie „Hvězdárna Fakulty stavební ČVUT“ na Wikimedia Commons           | Dejvice Thákurova 2077/7                             |      | školní hvězdárna; Fakulta stavební ČVUT, rekonstrukce 2019 | 50°6′12″ s. š., 14°23′14″ v. d. |
| Hvězdárna Ďáblice                                 |         | Kategorie „Ďáblice Observatory“ na Wikimedia Commons                       | Ďáblice Pod hvězdárnou 768                           | 1958 | veřejná hvězdárna | 50°8′27″ s. š., 14°28′36″ v. d. |
| Štefánikova hvězdárna                             |         | Kategorie „Štefánikova hvězdárna“ na Wikimedia Commons                     | Hradčany Strahovská 205                              | 1928 | veřejná hvězdárna; kulturní památka | 50°4′53″ s. š., 14°23′52″ v. d. |
| Hvězdárna Pražské techniky na Karlově náměstí (†) |         |                                                                            | Nové Město Karlovo náměstí 293/13                    |      | školní hvězdárna; České vysoké učení technické v Praze, zanikla | 50°4′35″ s. š., 14°25′7″ v. d.  |
| Fischerova hvězdárna (†)                          |         | Kategorie „Fischerova hvězdárna“ na Wikimedia Commons                      | Podolí Na Zlatnici 187/16                            | 1924 | soukromá hvězdárna pražského lékárníka a amatérského astronoma Františka Fischera | 50°3′25″ s. š., 14°25′25″ v. d. |
| Klementinská hvězdárna (†)                        |         | Kategorie „Astronomical tower of Clementinum, Prague“ na Wikimedia Commons | Staré Město Platnéřská 190/10                        | 1751 | Astronomická věž v areálu Klementina; do roku 1939 | 50°5′12″ s. š., 14°24′59″ v. d. |
| Hvězdárna bratří Fričů (†)                        |         |                                                                            | Vinohrady Jana Masaryka (původně Čelakovského 73/14) |      | soukromá hvězdárna v původní dílně bratří Jana a Josefa Friče v usedlosti Horní Perucka (1883–1888), Výroba optických přístrojů Josef a Jan Frič; pořídili zde první české fotografie měsíce oceněné na mezinárodní fotografické výstavě v Oportu a přijaté pro astrofyzikální hvězdárnu v Meudonu ve formě diapozitivního tabla; zbořeno | 50°4′13″ s. š., 14°26′10″ v. d. |
| Hvězdárna Vojtěcha Šafaříka (†)                   |         |                                                                            | Vinohrady Koperníkova 422                            | 1888 | soukromá hvězdárna profesora české techniky Vojtěcha Šafaříka na střeše rodinné vily z roku 1887, vybavená dalekohledem vyrobeným roku 1888 v bostonské dílně Alv. Clarka; zbořeno | 50°4′12″ s. š., 14°26′33″ v. d. |
| Hvězdárna Arcibiskupského gymnázia                |         | Kategorie „Hvězdárna Arcibiskupského gymnázia“ na Wikimedia Commons        | Vinohrady Korunní 586/2                              | 1938 | školní hvězdárna; Arcibiskupské gymnázium v Praze, hvězdárna zrušena 1950, obnovena 2005 | 50°4′30″ s. š., 14°26′17″ v. d. |
| Hvězdnárna ve škole v Londýnské (†)               |         |                                                                            | Vinohrady Londýnská 782/34                           |      | školní hvězdárna; ZŠ Londýnská, původně gymnázium; zanikla | 50°4′24″ s. š., 14°26′5″ v. d.  |
| Hvězdárna Astronomického ústavu AV ČR             |         | Kategorie „Czech Astronomical Institute (Spořilov)“ na Wikimedia Commons   | Záběhlice Boční II 1401                              |      | Astronomický ústav AV ČR, Spořilov | 50°2′28″ s. š., 14°28′37″ v. d. |

## Planetária
| Planetárium       | Obrázek | Galerie                                                | Katastr Ulice               | Rok                  | Poznámka                                          | Souřadnice                      |
| ----------------- | ------- | ------------------------------------------------------ | --------------------------- | -------------------- | ------------------------------------------------- | ------------------------------- |
| Planetárium Praha |         | Kategorie „Planetarium in Prague“ na Wikimedia Commons | Bubeneč Královská obora 233 | 1960 (20. listopadu) | veřejné planetárium; kopule v průměru měří 23,5 m | 50°6′20″ s. š., 14°25′39″ v. d. |